# ウマヅラビデオ
ウマヅラビデオは、ウマヅラ、べーこん、否メンディーによる日本の3人組男性YouTuber及び、YouTubeチャンネルの名称である。

## 来歴・人物
都市伝説や陰謀論に関するジャンルを取り扱っている。そのため動画タイトルに規制がかかったり、動画を削除されることもある。その一例として彼らの動画が人気を集め始めた2018年前半期は主にアニメの都市伝説を取り上げていたが、その年の半ばごろにYouTube側から警告を受けたため一斉削除している。
2011年10月チャンネルを開設する。当初はウマヅラのみで活動していた。動画の内容は主に体を張ったものであり、今とは全く違うような動画を投稿していた。2016年にべーこんと勝海舟がメンバーに加入し3人体制での活動をスタートした。以前よりたびたび出演していた否メンディーが2017年に正式加入し、今のメンバーでスタートした。同年11月にYouTuber事務所であるE-DGE（現在はBitStarに吸収されている。)に加入した。当時は動画の内容が定まっていなかったが2018年頃から都市伝説に力を入れ始めた。2019年12月に登録者が100万人を突破。2020年7月からメンバーシップ、2021年10月からメディアブルでの活動を開始し、YouTubeでは取り上げることができない内容のコンテンツを配信している。
メンバーのべーこんは、元お笑い芸人の関暁夫のモノマネで出演。服装や髪型、喋り口調などを真似ており「Mr.関」と名乗っている。また、関暁夫の影響から「信じるか信じないかはあなた次第です」とよく発言している。また、下ネタを含むギャグを挟むことで面白さも取り入れているのも人気の一つとして上がっている。
ウマヅラビデオのサブチャンネルとして「ウマヅラのお茶の間」（旧「ウマヅラのワキ毛チャンネル」）というご飯を食べながら都市伝説や陰謀論を語るチャンネルやゲーム用の「ウマヅラのゲーム実況」、「ウマヅラの屋根裏」（旧「ベーコン【ウマヅラビデオ】」）、ショートのみを投稿する「ウマヅラビデオショート」などがある。また、ウマヅラの個人チャンネルとして「ウマヅラのひとりごと」、「ウマヅラの給食」、「ウマヅラのオカルトラジオ」、「ウマヅラの息抜きVlog」がある。なお、「ウマヅラのゲーム実況」は2022年10月から、「ウマヅラビデオショート」は2021年10月から更新されていない。
主に宇宙人に関する情報（宇宙人の種類や、地球への影響など）権力者の裏情報、秘密結社フリーメイソンやイルミナティなどの確認されていない情報を陰謀論的に「世界を裏から操っている」と主張している。
例えば、アメリカ同時多発テロやダイアナ妃の暗殺にもイルミナティが関与していると述べる
。また、同じ都市伝説を語ってYouTubeに投稿しているチャンネルであるSTスタジオや都市伝説の裏の裏などともコラボして心霊企画や都市伝説を扱っている。他には関暁夫のやりすぎ都市伝説の解説をすることも多い。また、書籍としてシン・人類史という書籍で自身のこれまで語ってきた都市伝説を発表した。
テレビにはテレビ朝日の『ビートたけしの知らないニュース超常現象XファイルSP』などに出演した。

## メンバー
- ウマヅラ

ウマヅラビデオのリーダー。
ツッコミ・都市伝説テラー担当で、立ち位置は中央。
- べーこん

ボケ・関暁夫のモノマネ・解説・補足説明担当で、立ち位置は向かって右端。
- 否メンディー

ボケ担当で、立ち位置は向かって左端。

## 交友関係
- STスタジオ

(わっしょいオンデマンドの元メンバーが加入)
- わっしょいオンデマンド

(否メンディーが在籍していた)
- よさこいバンキッシュ

(STスタジオ、わっしょいオンデマンドの元メンバーとステップなどのグループ)
- 平成グッドラック　(旧アミューズ)

(ベーコン、否メンディーが在籍していた。現在はカツ海舟がりょー名義でチャンネルを作り直して在籍している。)
- オカルト部

(ウマヅラが出演している)
- コヤッキースタジオ/コヤッキーチャンネル(コヤッキー、とーや)

(2019年、2022年にコラボ経験あり。コヤッキースタジオのイベント「コヤスタナイト2」にゲストとしてウマヅラビデオが参加したこともある。)
- へきトラハウス
- 松原タニシ

(2019年まで複数回のコラボ経験がある)
- ミルクティー飲みたい

(ウマヅラ、ベーコンが出演)
- 世界ミステリーch

(ウマヅラのお茶の間に出演)
- クロ戌

(メンバーシップ限定動画やオカルト部などで共演している)
- BUNZIN
- 小沢一敬

(2022年にお互いのチャンネルでコラボ)
- Non Stop Rabbit

(全部いい合唱ver.に出演)
・たっくーTVれいでぃお
（2024年8月にお互いのチャンネルで初コラボ、ウマヅラビデオ側はウマヅラのみの出演となった)

## 略歴
- 2011年10月 - チャンネルを開設。
- 2016年10月 - 勝海舟とべーこんが加入、3人体制となる。このとき否メンディーは準メンバーとして出演。
- 2017年3月 - ベーコンの友達でサブメンバーの義羅像が初登場。
- 2017年8月 - 登録者10万人を突破。否メンディー正式加入。その後否メンディーの友達のぶっさんが裏方として加入。
- 2018年3月 - 初の都市伝説動画北センチネル島の動画を投稿し、その後都市伝説系YouTuberに路線変更。
- 2019年12月 - 登録者100万人を突破。
- 2020年11月 - 毎日投稿だったサブチャンネルが不定期になりその後ぶっさんの意見で陰謀飯という雑談動画に路線変更された。その後過去の動画が一斉に非公開になり一部の動画以外は陰謀飯の動画だけになった。
- 2022年1月 - 裏方のぶっさんが脱退し代わりとしてユウダイが裏方として加入した。

## 書籍
- 『シン・人類史』（2021年3月30日 サンマーク出版） ISBN 978-4763138781[11]
- 『アナザー・ジャパン』 (2022年8月22日 サンマーク出版)　ISBN 978-4763139924
- 『禁禁禁　タブー』 (2024年12月10日　サンマーク出版) ISBN 978-4-7631-4155-2 C0030

## 出演

### テレビ
- 『ビートたけしの知らないニュース超常現象XファイルSP』（2020年12月27日、テレビ朝日）